# Ekonomia rozwoju
Ekonomia rozwoju – dział ekonomii zajmujący się aspektami gospodarczymi rozwoju państw o niskim dochodzie. 

## Opis
Ekonomia rozwoju powstała w końcowym okresie kolonializmu, w latach 50. i 60. XX wieku, kiedy dużego znaczenia nabrało zagadnienie wspierania rozwoju gospodarczego biednych państw. Wychodziła z założenia, że gospodarki tych państw różnią się od gospodarek krajów rozwiniętych, a więc w ich przypadku konieczne jest stosowanie innych modeli ekonomicznych.
Ekonomia rozwoju zajmuje się analizą istoty i przyczyn masowego ubóstwa oraz czynników, kierunków i narzędzi pobudzania rozwoju gospodarczego. Podstawowym celem ekonomii rozwoju jest analiza możliwości przezwyciężenia ubóstwa przez kraje o niskim dochodzie. W ramach ekonomii rozwoju można wyróżnić dwa podejścia:
- Ekonomia pozytywna – zajmuje się analizą istoty i przyczyn masowego ubóstwa oraz uwarunkowań, kierunków i natury procesów rozwojowych
- Ekonomia normatywna – zajmuje się analizą, doskonaleniem i upowszechnianiem strategii rozwoju, opracowanych i stosowanych przez rządy i organizacje międzynarodowe w państwach ubogich